# ロールバッハ Ro VIII ローランド
ロールバッハ Ro VIII ローランド
- 用途：旅客機
- 設計者：アドルフ・ロールバッハ
- 製造者：ロールバッハ金属飛行機
- 運用者** Deutsche Luft Hansa AG
  - Compañia Aérea de Transportes Iberia SA.
  - Deutsch-Russische Luftverkehrs AG
- 初飛行：1926年9月5日
- 生産数：18
- 運用開始：1926年
- 運用状況：退役

ロールバッハ Ro VIII ローランド (Rohrbach Ro VIII Roland)はロールバッハ金属飛行機が開発した旅客機である。
全金属製の高翼単葉3発機で10名までの乗客を運ぶことができた。1926年9月に初飛行し年内にドイツ・ルフトハンザに引き渡されベルリン～ロンドンおよびアルステルダム路線などのヨーロッパ各都市間路線に就航した。また創設間もないイベリア航空に貸与されマドリッド～バルセロナ線などで飛行した。
最初の生産型であるローランドI型はBMW IVエンジンを装備していて計6機が作られた。続いてBMW Vaエンジンを搭載したRo VIIIa型が3機製造され、さらに1929年にはより強力なユンカース L5エンジンを搭載するローランドII型が9機生産された。
また1機が秘密裏に爆撃機へと改造された。この型はRo VIIIMbあるいはRo XII ロカと呼ばれる。

## 要目 （ローランドI）
- 乗員：2名
- 搭載量：乗客 10名
- 全長：16.30 m
- 全高：4.5 m
- 空虚重量：3365 kg
- エンジン：BMW IV  3 基
- 最高速度：195 km/h （海面高度）
- 巡航速度：175 km/h （海面高度）
- 航続距離：875 km